# Skelettmuskel

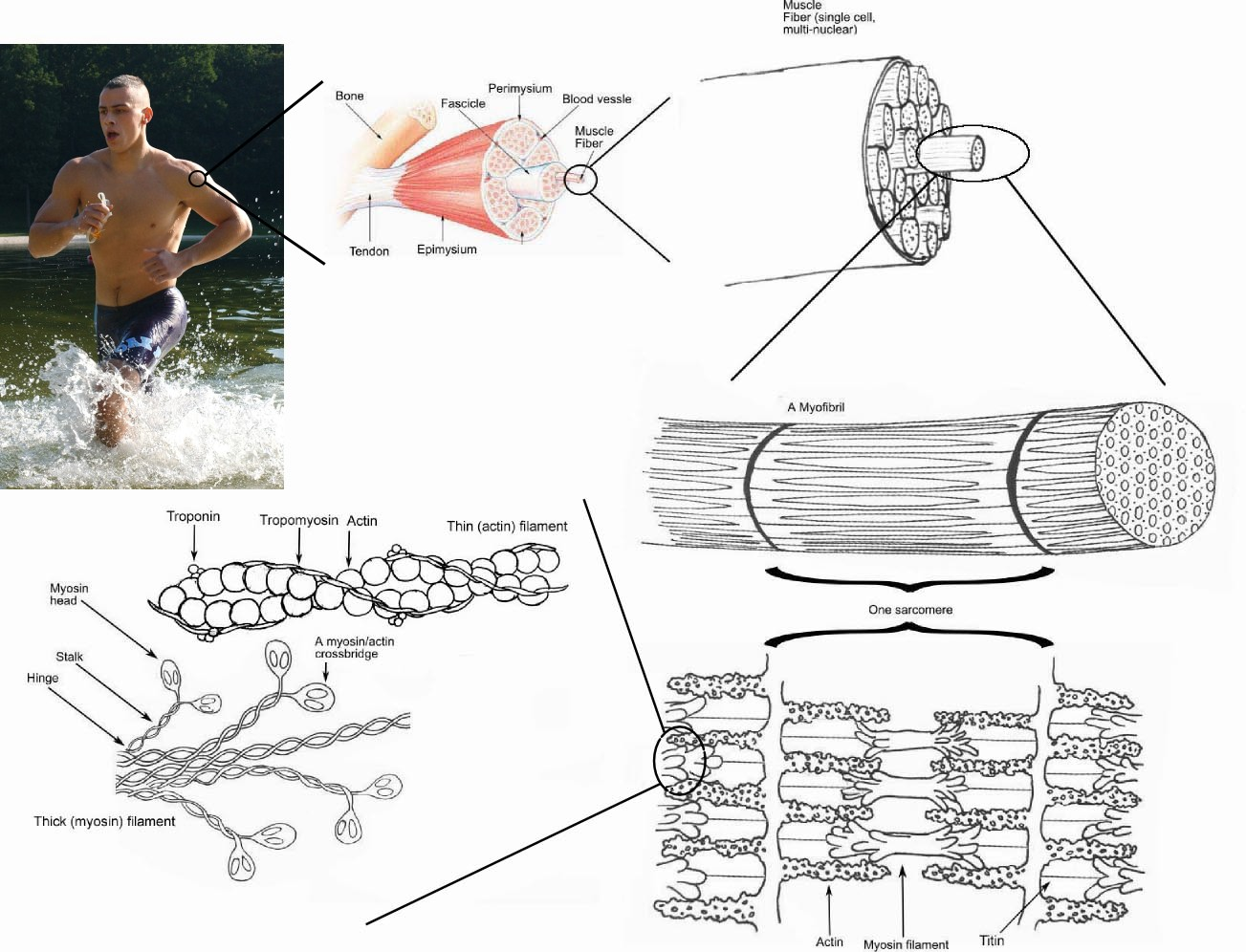
En muskel som steg för steg delas upp i olika strukturer, ner till den minsta beståndsdelen.

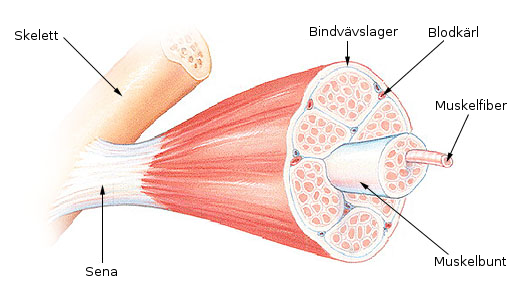
En illustration över hur en skelettmuskel är uppbyggd strukturellt.

Tvärstrimmig skelettmuskulatur är den vanligaste typen av muskel i vår kropp och de flesta ryggradsdjur. Den är viljestyrd och det finns cirka 640 skelettmuskler i människokroppen, varav den största heter gluteus maximus.

## Beskrivning
Varje separat muskel innehåller ett antal muskelbuntar. Runt dessa finns det ett bindvävslager (muskel-fascia). Detta har till uppgift att skapa ett glidlager mot andra muskler och på det sättet ge muskeln form.
Varje muskelbunt innehåller i sin tur ett visst antal muskelceller (myon). Dessa kallas även muskelfibrer. En muskelcell är uppbyggd av mindre komponenter: muskelfibriller.
Muskelfibriller ligger vid sidan om varandra och är tvärrandiga i normalt mikroskop. Detta beror på att fibrillerna är uppbyggda av mindre komponenter, myofilament, som i sin tur består av två typer: aktin och myosin' filament.
När muskeln förkortas (kontraheras) dras aktinet in mellan myosinet. Följden av detta är att fibrillerna förkortas samt förtjockas, vilket i sin tur leder till att de elastiska trådarna runt muskelcellen och bindvävslagret (som omger muskeln och har sin förlängning ut i muskelns sena) ger upphov till en kraft som påverkar muskelns fäste och ursprung, så att rörelser uppstår i skelettet.

### Motorisk enhet
För att muskeln överhuvudtaget skall kunna utföra en kontraktion måste en signal från hjärnan skickas via ryggmärgens nervceller och ner till en nervtråd som i sin tur förgrenar sig och når ner till muskelceller. Den här funktionella enheten kallas "motorisk enhet" och består av en nervcell med alla muskelceller som den innerverar. Om få celler ingår i varje motorisk enheter kallas den muskeln finmotorisk och om många celler ingår i varje motorisk enhet kallas den muskeln grovmotorisk'. När en motorisk enhet sätts i arbete, kontraherar sig samtliga celler i den enheten med maximal kraft. Det är alltid samma muskler som arbetar vid lätt belastning och det är alltid samma enheter som därefter kopplas in om belastningen ökar.
Muskeln skyddas av nervceller som består av två olika typer, muskelspolar och senspolar.
Dessa sitter parallellkopplade mellan muskelcellerna och följer passivt med de närliggande muskelcellernas rörelse. Om muskelcellerna töjs så töjs även muskelspolen. Om muskelns töjs för mycket och det finns risk för att den skall brista, sänder muskelspolen en kontraktionsignal till det centrala nervsystemet, som i sin tur skickar tillbaka en signal som gör att muskeln drar ihop sig och hindrar att en skada uppkommer. Denna skyddsmekanism kallas för sträckreflex.
I övergången mellan muskelceller och senvävnad sitter senspolarna. Denna ger i motsats till muskelspolarna en signal som gör att muskeln slutar att kontraheras och en skada i senan kan undvikas.

### Fibertyper
Man vet idag att det finns två olika fibertyper: den långsamma (Typ I) och den snabba (Typ II). Beteckningen långsam innebär inte att den hindrar muskeln från att utföra en, för idrotten, snabb rörelse. I dessa sammanhang är exempelvis en tennis-smash mycket långsam. De långsamma får sin energiförsörjning via syre från blodet. De snabba får i huvudsak sin energi från i muskeln lagrad energi (glukos).
Typ II-fibrerna delas senare in i tre olika underavdelningar: typ IIa, typ IIx och typ IIc.
- Typ IIa: Har de bästa egenskaperna hos var och en av de andra typerna, det vill säga hög styrka och god uthållighet.
- Typ IIx: Är den mest explosiva med mycket dålig uthållighet.
- Typ IIc: Forskare har under senare år försökt beskriva hur olika muskelceller förändras under olika träningsmetoder.

Det är känt att typ I-fibrer styrs av en viss typ av nervceller (liten) och typ II-fibrer av en annan (stor), och nervceller förändras inte. Forskarna tror emellertid att efter mycket långvarig uthållighetsträning kan muskelfiber av typ II lära sig att använda syre som energi, och kallas då typ IIc.

#### Karaktärsbeskrivning
| Fibertyp                  | Typ I-fiber   | Typ IIa-fiber    | Typ IIx-fiber    |
| Kontraktionstid           | Långsam       | Snabb            | Mycket snabb     |
| Storlek på motorisk enhet | Liten         | Stor             | Mycket stor      |
| Uthållighet               | Hög           | Medium           | Låg              |
| Lämplig aktivitet         | Aerob         | Långtids anaerob | Korttids anaerob |
| Kraftalstring             | Låg           | Hög              | Mycket hög       |
| Mitokondrietäthet         | Hög           | Hög              | Låg              |
| Kapillärtäthet            | Hög           | Medium           | Låg              |
| Oxidativ kapacitet        | Hög           | Hög              | Låg              |
| Glukoskapacitet           | Låg           | Hög              | Hög              |
| Mest lagrat bränsle       | Triglycerider | Glukos           | Glukos           |

#### Typ I-fiberträning
Med relativt låg intensitet och långvarigt arbete har man framför allt kommit fram till att typ I-fibrerna reagerar med följande förändringar:
- Kapillärnätet i muskeln och dess förmåga att tillföra syre till muskeln ökar, framför allt runt typ I-fibern. (aerob)
- Mitokondrierna ökar i muskelcellen och dess uppgift är att frigöra energi. (ATP)
- Antal repetitioner på en submaximal nivå ökar.

#### Typ II-fiberträning
Träning med höga belastningar påverkar i huvudsak typ II-fibrer. Förändringar blir i huvudsak:
- Cellernas tvärsnitt ökar och därmed dess förmåga att utveckla mer kraft.
- Cellernas förmåga att arbeta utan syretillgång (anaerob) ökar.
- Nerv- och muskelsamspelet förbättras. Fler motoriska enheter kopplas in (teknik).

När muskeln ändrar ledvinkeln uträttar den ett dynamiskt arbete. När den drar ihop sig kallas det för koncentrisk kontraktion. När muskeln försöker dra ihop sig men dras ut för att det yttre motståndet är större, kallas det för excentrisk (bromsande) aktion. Muskeln kan då utveckla störst kraft. När den inre muskelkraften är lika med det yttre motståndet så uppstår ingen rörelse. Detta kallas för isometrisk kontraktion eller statiskt arbete.

## Muskelns kraft och styrka
För att kunna mäta en muskels styrka krävs kännedom dels om ursprung och fäste för den aktuella muskeln, dels hur den passerar leden det vill säga det vinkelräta avståndet från muskelkraftens verkningslinje till ledens rotationslinje. Följande data behövs:
- hävstångens längd (l)
- vikten på redskapet (F)
- avståndet mellan ledaxel och fäste.(l m)

En muskel kan utveckla en maximal kraft som är cirka 50N/cm2 av muskelns tvärsnitt. Med tvärsnitt menas det antal fibriller som muskeln innehåller. Muskelns förmåga att lyfta ett tungt föremål beror alltså på två förhållanden: dels dess fysiologiska tvärsnitt, dels hur den passerar leden. Muskelns kraftutveckling kan påverkas med hjälp av styrketräning, men muskelns fäste är individerna födda med. Med andra ord, vissa individer har bättre förutsättningar för vissa aktiviteter.
Se även lista över skelettmuskler.